# ビジョン グランツーリスモ
ビジョン グランツーリスモ（Vision Gran Turismo）とは、ソニー・コンピュータエンタテインメントから発売されているレースゲーム『グランツーリスモシリーズ』に登場するコンセプトカーおよびそのプロジェクト名である。同シリーズの発売15周年を記念して2013年8月21日に発表された。一般的にはVGTもしくはビジョンGTと略される。

## 概要
世界各国の自動車メーカーやグローバルブランドが、本シリーズのために独自に製作したコンセプトカーを発表するプロジェクトである。
発表された各コンセプトカーは『グランツーリスモ6』のアップデートにて配信され、ゲーム内でドライブすることができた。当初は2013年末から2014年にかけて順にリリースするとアナウンスされていたが、プロジェクトの長期化に伴い、プラットフォームを後発作の『グランツーリスモSPORT』や『グランツーリスモ7』に移した上で2023年現在もプロジェクトは進行中である。
あくまでもビデオゲーム用に作られた架空の車両であるが、実寸大のモックアップが製作されたり、グッドウッド・フェスティバル・オブ・スピード等のモータースポーツイベントなどで大々的に発表されたり、各メディアで取り上げられるなど、その影響力は強い。2016年1月23日には、ビジョン グランツーリスモの活動に対して日本カーデザイン大賞「ゴールデンマーカー特別賞」が授与された。

## 参加企業・ブランド
（ABC順）
- アルピーヌ
- アストンマーティン
- アウディ
- BMW
- ブガッティ
- ブルガリ
- シボレー/シャパラル
- ダイハツ
- フェラーリ
- フィッティパルディ・モータース/ピニンファリーナ
- フォード
- GMデザイン
- ジェネシス
- ホンダ
- ヒョンデ（ヒュンダイ）
- インフィニティ
- イタルデザイン・ジウジアーロ
- ジャガー
- ジョーダン
- ランボルギーニ
- レクサス
- マツダ
- マクラーレン
- メルセデス・ベンツ
- ミニ
- 三菱
- ナイキ
- 日産
- プジョー
- ポルシェ
- シュコダ
- SRT（英語版）
- スバル
- スズキ
- テスラモーターズ
- トヨタ
- フォルクスワーゲン
- ザガート

参加企業は事前予告なしで、公式サイトの参加企業一覧リストに追加もしくは削除されることがある。現時点では「アルファロメオ」と「ベルトーネ」の2社が削除されている。また、「ダイハツ」のようにブランドやグランツーリスモ公式からの事前告知がなく実装されていたり、「ジェネシス」のようにブランドが先行してアナウンスする特殊な事例も存在する。

## 車種
各VGTはアップデートでの追加順、もしくは公式サイトの一覧ページの掲載順に記載している。『グランツーリスモSPORT』においては基本的にGr.Xクラスに、『グランツーリスモ7』ではその他クラスに設定されているが、一部Gr.1等のレーシングカーカテゴリに合わせてモディファイされたVGTも存在する。

### メルセデス・ベンツ AMG ビジョン グランツーリスモ
2013年12月5日に追加された、メルセデス・ベンツのVGT。
車体は「狩りをするネコ科の大型動物」というイメージによってデザインされており、エクステリアは300SLが踏襲されている。300SL同様にロングノーズ・ショートデッキスタイルのボディを備え、ドアにもガルウィングドアが採用されている。フロントグリルには大量のLEDが埋め込まれており、車両の状況によって発光パターンが変化する。リアにはアクティブウイングが備えられ、高速走行時に作動する。
パワートレインは585 PS・81.6 kgfmを発生するAMG製の5.5 L V8ツインターボエンジンを搭載し、駆動形式はFR。カーボンファイバーの多用とアルミスペースフレームによって車重は1385 kgまで軽量化されており、パワーウェイトレシオは2.40 kg/PSを実現した。これに7速DCT、ダブルウィッシュボーン式サスペンション、リアタイヤのトラクションを最適化する電子ディファレンシャルロック機構などが組み合わせられる。
メディア出演もしており、2017年に公開された映画ジャスティス・リーグに本車が登場している。当初AMG VGTはインテリアが設定されていなかったが、主人公ブルース・ウェインが日常で使用する乗用車として登場する都合から、映画撮影用にインテリアが新規にデザイン・制作された。

### メルセデス・ベンツ AMG ビジョン グランツーリスモ レーシングシリーズ
2014年1月28日に追加された、メルセデス・ベンツの2台目のVGT。
「メルセデス・ベンツ AMG ビジョン グランツーリスモ」のレーシングカー仕様であり、7速DCTを伝達効率に優れるシーケンシャルミッションに、アクティブリアウイングを固定式ウイングに、CCDカメラ式サイドミラーをコンベンショナルなミラーにそれぞれ変更している。最高出力は600 PSに向上し、車重は1300 kgに軽量化されている。

### BMW ビジョン グランツーリスモ
2014年5月14日に追加された、BMWのVGT。
1970年代にツーリングカー選手権で大活躍したBMWの興奮と熱気を、現在に蘇らせるべく開発されたモダンロードレーサーである。BMW Mのエンジニア・デザイナーの手により、数か月もの時間と労力を掛けて生み出された。
スタイリングは4シリーズに準じた2ドアクーペであり、BMWのプロダクションスポーツカーの特徴である丸型2灯式ライト、L字テールライト、キドニーグリル等を備える。カラーリングは3色ストライプのBMW Mカラーで彩られており、車両のラインやエアロダイナミクスを強調している。
車重はカーボンファイバーの多用によって1180 kgにまで抑えられ、なおかつ前後50：50という理想的な重量配分を実現している。パワートレインは549 PS・69 kgfmを誇る直列6気筒のMツインパワーターボで、トランスミッションは6速シーケンシャル。これをステアリングコラムのパドルシフトで操作する。

### 三菱 コンセプト XR-PHEV エボリューション ビジョン グランツーリスモ
2014年5月30日に追加された、三菱自動車工業のVGT。
2013年の東京モーターショーに参考出品された「MITSUBISHI Concept XR-PHEV」をベースに、三菱がこれまでにモータースポーツで培ったノウハウを注ぎ込んだSUVスタイルのコンセプトカーである。パワートレインにはプラグインハイブリッドを採用し、S-AWCによって4輪に最適な駆動力が配分される。三菱製スポーツカーの代名詞であるスーパーAYCシステムも搭載しており、鋭いコーナリング性能を示す。

### フォルクスワーゲン GTI ロードスター ビジョン グランツーリスモ
2014年6月18日に追加された、フォルクスワーゲンのVGT。同年5月下旬に開催された同社最大の祭典「GTI Meeting」にて発表された。
車体デザインにはフォルクスワーゲンの専属デザイナーが総動員されており、車体の至る所に歴代GTIの要素が盛り込まれている。ボディはロードスターの名の通りオープンスタイルであり、その極めて低くカットされたウィンドスクリーンは、強烈な加速を直接肌で感じるための処置である。ドアにはシザーズドアを採用している。
駆動方式はゴルフVIIと同等の第5世代四輪駆動システム「4MOTION」を採用した四輪駆動で、トランスミッションは専用にプログラミングされた7速DSG。パワートレインは3.0 LのV型6気筒ツインターボ「VR6 TSI」エンジンであり、最高出力510 ps・最大トルク67.8 kgmを発生する。内部と外部のほぼ全てにフォルクスワーゲンのテクノロジーが採用・融合されており、ビデオゲーム用に作られた車両ながら極めて現実的なものに仕上がっている。

### アストンマーティン DP-100 ビジョン グランツーリスモ
2014年7月25日に追加された、アストンマーティンのVGT。同年6月下旬に開催された「グッドウッド・フェスティバル・オブ・スピード」にて発表された。
車名前部の「DP」は「デザインプロトタイプ」の略。イギリスのアストンマーティン本社にて、デザインディレクターのマレック・ライヒマン率いるデザインチーム・エンジニアチームにより、同社のプロダクションスポーツカーと同様の手法によって、6か月もの時間を掛けて開発された完全なオリジナルモデルである。
各ホイールには10枚のブレードが備えられており、ブレーキング時に開いて空気を取り込み、ブレーキを冷却するという機能を備えている。空気抵抗を生むサイドミラーは搭載されておらず、近年のコンセプトカーやレーシングカーに見られるCCDカメラがフロントフェンダーとボディの隙間に備えられている。
パワートレインは最高出力811 PSを発揮するV型12気筒ツインターボであり、これをミッドシップにマウントして4輪を駆動する。なお、アストンマーティンの自動車史において、ミッドシップレイアウトを採用した車両は本車が初である。

### NISSAN CONCEPT 2020 Vision Gran Turismo
同じく2014年7月25日に追加された、日産自動車のVGT。同年6月下旬に開催された「グッドウッド・フェスティバル・オブ・スピード」にて発表された。翌年の第44回東京モーターショーでは、Vモーショングリルやフロントライトをリファインし、新カラー「Fire Knight」をまとったモデルが公開されている。
パワートレインはV型6気筒ツインターボエンジンと3つのモーターを合わせたハイブリッド式で、駆動形式は四輪駆動。このエンジンの詳細については明らかにされていないが、その出力とタイプからR35型GT-R NISMOのものと同じVR38DETT型エンジン+GT3タービンの組み合わせと推測される。
ボディデザインは欧州日産の若手デザイナーによって手掛けられており、NTC(日産テクニカルセンター)の空気力学技術エンジニアの技術的フィードバックも織り込まれている。リアウイングは可動式であり、速度領域に従って昇降し、300 km/hで400 kgものダウンフォースを発生させる。
スタイリングは歴代GT-Rと同じ2+2レイアウトであり、さらに2連丸型テールライトがリアに備えられていたことから、「次期GT-Rのプロトタイプではないか」と大きな反響を呼んだ。また、日産自動車は本車に対して「将来のスポーツカーの方向性のヒントを与えるモデル」とコメントしている。

### トヨタ FT-1 ビジョン グランツーリスモ
2014年9月16日に追加された、トヨタ自動車のVGT。2014年1月の北米国際オートショーでトヨタが発表したコンセプトカー「FT-1」のグランドツーリングカー仕様であり、デザイン的には概ねSUPER GT版FT-1と呼んで差し支えない。
エンジンを含む車両の詳細スペックは明らかにされていないが、ゲーム内のガレージ内ソートでは最高出力623 PS、車重1000 kgと設定されていることが確認できる。また、ハイブリッドシステムを備えている。

### スバル VIZIV GT ビジョン グランツーリスモ
2014年11月19日に追加された、SUBARUのVGT。
2014年3月のジュネーブショーに出展された「SUBARU VIZIV 2 CONCEPT」のデザインをさらに発展させた、シューティングブレークスタイルのコンセプトカーである。スバル車の持つソリッド感を表現するデザインにあたって鰹節の塊からヒントを得ており、デザインテーマは「超合金鰹節」とされている。パワートレインは2.0 Lの水平対向エンジンと、フロントに1基、リアに2基のモーターを搭載するプラグインハイブリッドで、最高出力は639 PS、最大トルク49.9 kgmを発揮する。
各モーターの出力を制御することで4輪の動力配分を変更する「トルクベクタリングシステム」を採用し、フェンダーに内蔵されたトルクベクタリング・ランプによってその動きを可視化することで、「思い通りにクルマをコントロールできる愉しさ」を表現している。

### シボレー シャパラル 2X ビジョン グランツーリスモ

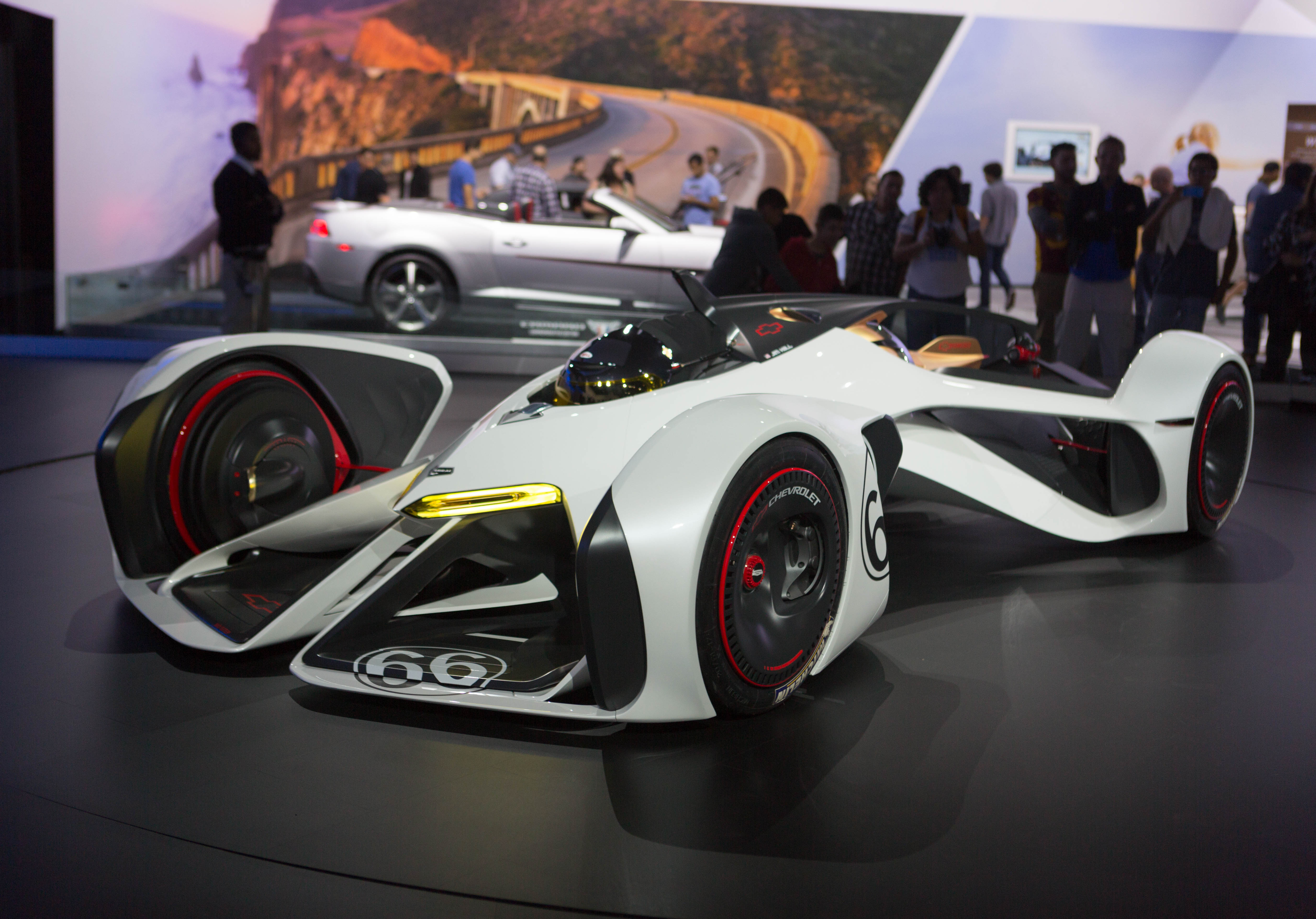
シボレー シャパラル 2X VGT

2014年12月17日に追加された、シボレー/シャパラル・カーズのVGT。2014年11月のロサンゼルスオートショーでフルスケールモデルが公開された。
ル・マン24時間レースの実験車両用の出場枠「ガレージ56」への出場を想定して設計された。スタイリングはウイングスーツをモチーフとした1人乗りのレーシングカーである。ドライバーは前方に寝そべり、手足を4つのホイールに投げ出す特徴的なドライビングポジションを取る。手足の先にあるコントローラーで操作し、速度などの計器情報はドライバーのヘルメットバイザーに投影される。
パワートレインにはレーザー推進を採用し、出力671 kWのレーザーから発射されたパルスレーザーが衝撃波を発生させて空気を加熱・膨張させ、その膨張力を推力として走行する。また、推力の向きをベクタリングパネルで制御することで、推力とダウンフォースを同時に発生させる。
これまでに前例のない推進方式であったため、2Xの挙動を再現するための物理エンジンを1から開発したことを、プロデューサーの山内が公式PVの中で明かした。

### インフィニティ コンセプト ビジョン グランツーリスモ
2014年12月17日に追加された、インフィニティのVGT。2015年4月の上海モーターショーで実車が公開された。
スタイリングは流麗なスタイルのクーペである。世界各地のインフィニティのデザイン部門がアイデアを競い、最優秀に選ばれた中国・北京チームのデザインがモチーフとなった。
パワートレインは4.5 L V型8気筒自然吸気エンジンと1つのモーターを搭載するハイブリッドシステムを採用する。トランスアクスルレイアウトを採用し、45:55の前後質量バランスを実現する。

### マツダ LM55 ビジョン グランツーリスモ
2014年12月25日に追加された、マツダのVGT。2015年のグッドウッド・フェスティバル・オブ・スピードにおいてフルスケールモデルが初公開され、画像のようにマツダをテーマとしたメインモニュメント内に配置される形でフルスケールモデルが公開された。世界初公開となるフルスケールモデルをモニュメント内に配置する形で公開するのは、これが初の試みである。
スタイリングはクローズドLMPタイプのプロトタイプレーシングカーであり、駆動形式はミッドシップ四輪駆動。ボディデザインはそれまでのマツダ車にも用いられてきたデザインテーマ「魂動」を表現しており、シャークフィンやホイールにはマツダの自動車技術群の総称であるSKYACTIV TECHNOLOGYのロゴが書かれている。マツダは本車を「ル・マン24時間レースでの完全勝利を見据えたモデル」としており、モチーフとなった車両および車名の由来は、1991年のル・マン24時間レースの優勝車、787Bの55号車である。
パワートレインについては一切明らかにされておらず、ゲーム内解説はおろか、プロモーションPVやマツダ公式サイトでも触れられていないが、マツダファンには馴染み深いエンジンサウンドを奏でる。

### ミニ クラブマン ビジョン グランツーリスモ
2015年2月26日に追加された、ミニのVGT。2014年3月のジュネーヴ・モーターショーで発表されたコンセプトカー「MINI クラブマン コンセプト」のレーシングカー仕様である。
パワートレインの詳細は明らかにされていないが、最高出力は395 PSを発生する。車重は1,050 kgと極めて軽量に仕上がっており、フルタイム四輪駆動とレース用6速シーケンシャルミッションの組み合わせによって0 - 100 km/h加速3.5秒、最高速度290 km/hというパフォーマンスを発揮する。

### アルピーヌ ビジョン グランツーリスモ

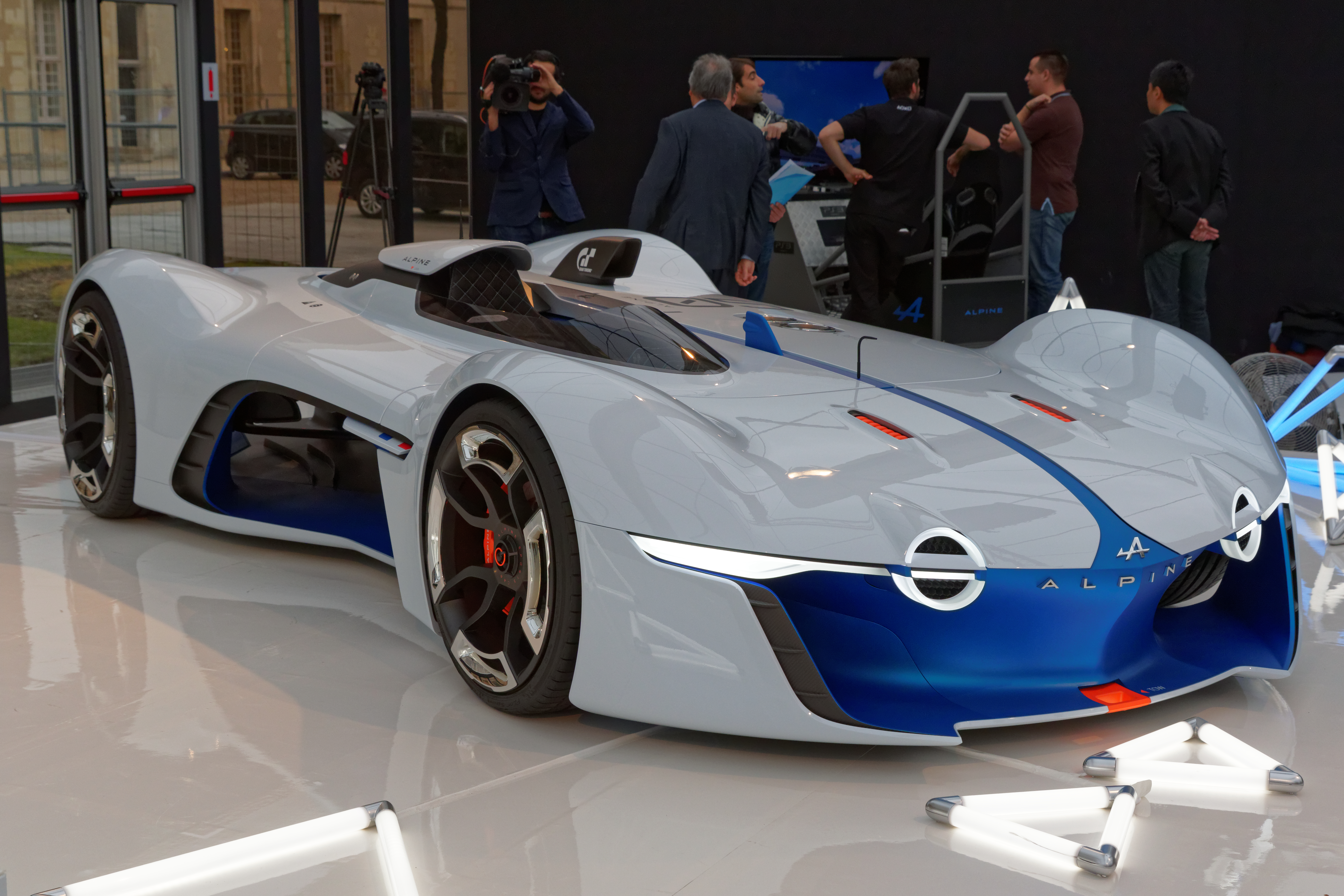
アルピーヌ ビジョン グランツーリスモ

2015年3月18日に追加された、アルピーヌのVGT。ロードカーとレーシングカー、2種類のグレードが同時に追加された。
スタイリングはシングルシーターのスピードスタースタイルである。そのデザインはA110やA210など、アルピーヌがこれまでに発表してきた歴代スポーツカーの要素が随所に盛り込まれている。リアにはアクティブブレーキが備えられており、ブレーキング時にパネルが展開して空気抵抗を発生させる。

#### アルピーヌ ビジョン グランツーリスモ
2015年1月のパリ国際自動車フェスティバルで実物大モデルと共に公開された、アルピーヌ VGTのロードカー仕様。
パワートレインは4.5 L V型8気筒エンジンであり、これをミッドシップに搭載して後輪を駆動する。最高出力450 PS、最大トルク59.0kgfmとVGTとしては控えめのパワーだが、僅か900 kgの軽量な車重により速度性能・旋回性能は非常に高く、最高時速320 km/hを想定しているという。

#### アルピーヌ ビジョン グランツーリスモ Race Mode
ロードカーと同時に収録された、アルピーヌ VGTのレース仕様。カタログスペックはロードカーと変わりないが、フロントカナードやリアウイング等の空力パーツが追加されたほか、足回りにもロードカーとは異なるセッティングが施されている。

### レクサス LF-LC GT "Vision Gran Turismo"
2015年3月18日に追加された、レクサスのVGT。2012年の北米国際オートショーで公開された、ラグジュアリークーペコンセプト「LF-LC」のグランドツーリングカー仕様である。
デザイン開発はSUPER GTやニュルブルクリンク24時間レースへの参戦を想定して行われた。外観は「RC F GT500」や「RC F GT3」に酷似しており、車体にはRC F GT3と全く同じストライプが施されている。パワートレインについては明らかにされていないが、最高出力621 PS・車重1,075 kg・パワーウェイトレシオ1.73 kg/PS、更にはハイブリッドシステムの搭載と、極めて高性能なレーシングカーに仕上げられている。

### フォルクスワーゲン GTI スーパースポーツ ビジョン グランツーリスモ
2015年4月14日に追加された、フォルクスワーゲンの2台目のVGT。
最大の特徴となるのはスタイリングである。性能的には以前公開された「GTI ロードスター」とほぼ同じだが、ボディがロードスタースタイルから、フォルクスワーゲンのアイコンともいえるハッチバックスタイルに変更されており、GTI ロードスターとは好対照をなす形となる。
こちらもGTI ロードスターと同様に、歴代GTIの要素が随所に盛り込まれている。最高出力510 PSのVR6 TSIエンジンや、そのパワーを4輪へ伝える7速DSGに始まり、ゴルフI GTIをイメージしたサイドストライプ、GTIのアイコンでもあるインレットとアウトレットのハニカムメッシュ、フロントのライトとグリルを横切るレッドラインなど、車両の全ての要素がフォルクスワーゲンの伝統とテクノロジーによって構成されている。

### プジョー ビジョン グランツーリスモ
2015年6月1日に追加された、プジョーのVGT。6月5日にフランス・パリの同社デザインセンター「オートモービル・デザイン・ネットワーク」にて発表イベント「プジョー ビジョンGT エクスペリエンス」が開催され、会場において1/4のスケールモデルが初公開された。
スタイリングは2ドアクーペであり、プジョーがこれまで耐久レースにおいて培った経験を活かして設計された。車高は1.04 mと極めて低くされており、車両全体でダウンフォースを発生させる構造・デザインにされているため、アクティブリアウイング以外大型のエアロパーツは搭載されていない。
875馬力の3.2 L V型6気筒ターボエンジンをリアミッドシップに搭載し、4輪を駆動する。車両重量は875 kgで、1 kg/PSという驚異的なパワーウエイトレシオを示す。

### SRT トマホーク ビジョン グランツーリスモ
2015年6月26日に追加されたSRTのVGT。6月2日にアメリカ・デトロイトのフィアット・クライスラー・オートモービルズにおいて発表会が開催され、同車の1/4スケールモデルが公開された。VGTとしては初となる、3種類のグレードの同時追加となった。
デザインは「2035年のスポーツカー」をテーマに、ダッジやSRTなどの各ブランドのデザイナーから30以上のデザイン案が提出された中から選ばれており、ダッジ・バイパーなどの過去の数々のマッスルカーのデザインが源流となっている。
ボディスタイルはシングルシーターのコンセプトカーで、軽量化のために中空カーボン・ナノファイバーやグラフェンといった最先端の素材が用いられる。
パワートレインは7.0 LのV型10気筒エンジンをミッドシップに搭載し、低重心化を目的としてバンク角は144度と広く取られている。最大の特徴は圧縮空気を用いた運動エネルギー回生システムで、減速時のエネルギーを回生してコンプレッサーを稼働させ、空気を圧縮して2本のシリンダーに蓄える。この圧縮空気を必要な場合に開放し、駆動力のアシストやサスペンション、空力パーツの駆動源として利用する。これは車両設定ではなく走行中に使用できる機能としても再現されており、オーバーテイクを押すことで発動、一時的に運動エネルギー回生システムの放出量が最大となり、加速性能が向上する。

#### トマホーク S ビジョン グランツーリスモ
トマホークの公道仕様。Sは「スタート」や「ストリート」を意味する。アクティブフロントエアロと固定式リヤウイングが装備される。エンジン出力は792 PSに設定され、空圧駆動の前輪による215 PSとあわせて合計で1007 PSを発生する。最もマイルドなグレードという位置付けだが、最高速度は400 km/hを超える。

#### トマホーク GTS-R ビジョン グランツーリスモ
トマホークのレース仕様。リアウイングが空圧駆動式のアクティブデュアルフラップに強化され、車体の軽量化により車重は3グレード中最も軽い。出力も向上され、エンジンと空圧ユニットの合計出力は1450 PSとなる。コーナリング時の横Gが肉体の限界を超えるため、ドライバーは脳への血流を維持するGスーツを着用する。このGスーツも車体の空圧システムの圧力を利用している。

#### トマホーク X ビジョン グランツーリスモ
トマホークの性能を人間の反射速度の限界まで押し上げたグレードであり、Xは「エクストリーム」「エクスペリメント」を意味する。この車両を運転するには7か月間にわたる専門のトレーニングを修了し、その後も身体の状態が優れていると判断されなければ搭乗できないと設定されている。GTS-R同様にGスーツの着用が必須となる。
エアロダイナミクスは更に強化され、リアウイング、床下スポイラー、各ホイール上のウイングパネルおよびリアスカートのラダーパネルがリアルタイムに稼働し、状況に応じた最適なダウンフォースを生み出す。ブレーキング時には全てのパーツが最大まで展開し、制動力が増加する。さらにコーナリング時は旋回力の発生にも使われる。
7.0 L V10エンジンはさらなるチューンを施されて2,000 PS以上を発生。同じく空圧ユニットも強化されて400 PS以上の出力を発生し、その合計出力は2,600 PSを超えるまでに高められている。
本グレードのブースト機能は「ロードラッグモード」と呼称される。発動時には全てのアクティブエアロを格納して空気抵抗を低減するとともに、空圧ユニットに蓄積された空気を車体のサイドとリアに噴射し、乱気流の発生を抑制する。これらによって極限まで空気抵抗が低減され、最高速度600 km/h以上という他の追従を許さない絶対的な最高速度を発揮する。

### ヒョンデ N 2025 ビジョン グランツーリスモ
2015年9月17日のフランクフルトモーターショーで公開された、現代自動車のVGT。『グランツーリスモSPORT』から収録される。
ヒュンダイ創立50周年となる2017年を記念したモデルとされている。スタイリングはクローズドLMPタイプのプロトタイプレーシングカーであり、燃料電池を動力源とする。ヒュンダイ・アメリカ・デザインセンターにてデザインされ、燃料電池の開発をナムヤンR&Dセンター、走行サウンドの開発をサウンドデザイン・リサーチ研究所が担当した。
エクステリアデザインのテーマは航空学である。特に宇宙旅行の実現のために、かつてエドワーズ空軍基地の存在するロジャース乾湖で行われたテストにインスピレーションを受けたという。ボディにはCFRPモノコック構造を採用し、972 kgという軽量なボディに仕上がった。
動力源として680 PSを発生する燃料電池スタックと、回生ブレーキによる電力を蓄える204 PSのスーパーキャパシターシステムを搭載し、4輪に配置されたインホイールモーターを駆動させる。
実車は存在しないが、実車サイズの模型は存在しており、この模型はNブランドのイベント等数多くの場所で見ることが出来る。また、将来的には発表通りのパワーユニットで実車を製作することも宣言しており、これがNの当面の最終目標としている。

### ブガッティ ビジョン グランツーリスモ
上記と同じく2015年9月17日のフランクフルトモーターショーで公開された、ブガッティのVGT。『グランツーリスモSPORT』から収録される。
1937年と1939年にル・マン24時間レースを制覇したスポーツカー、タイプ 57 タンクの「タイプ57G」「タイプ57S」をデザインモチーフとしており、特徴的なセンターフィンは「タイプ57SC アトランティック」からインスピレーションを受けている。
パワートレインはブガッティ伝統の8リッターW16クワッドターボエンジンをミッドシップに搭載。最大出力1673 PS、最大トルク161.1 kgfmという強大なパワーを4輪に伝え、ル・マン24時間レースが行なわれるサルト・サーキットの4か所で400 km/hオーバーに到達し、最高速度は447.59 km/hとなっており、加速力と最高速に特化した仕様となっている。リアウィングは走行状況によって可動し、エアブレーキ及びドラッグリダクションシステムとしても機能する。
ブガッティはプロジェクトを「ブランドの将来の形とデザイン言語のプレビューを提示するもの」と位置付けている。2016年に発表されたブガッティ・シロンとはスタイリングに共通する部分が数多く見られ、事実上のスタディモデルと言える。
なお、ポリフォニーデジタルからの公式なアナウンスはないが、実はブガッティによってワンオフモデルの実車が製造されており、2016年にサウジアラビアの大富豪に納車された後、アメリカロサンゼルスのオーナーに約6.2億円で売却されたという。シャシーは先行量産されたシロンのものを使用しており、車重はシロンやヴェイロンよりも軽量な1724 kgに抑えられている。パワートレインもシロンと同じものであり、8リッターW16クワッドターボをリアミッドに搭載し、1500 PSを発揮する。

### フィッティパルディ EF7 ビジョン グランツーリスモ by ピニンファリーナ
2017年3月7日のジュネーブモーターショーで公開された、F1/インディ500レーサーのエマーソン・フィッティパルディとピニンファリーナによるVGT。「グランツーリスモSPORT」に収録される。フィッティパルディは「誰もが扱えて、それでいて圧倒的なレース性能を有するスーパーカー」を作り出すことを夢見て、自身の名を冠した自動車メーカー「フィッティパルディ・モータース」を設立し、EF7を発表。エンジンはV型8気筒を搭載する。
当初はサーキット専用モデル25台の市販化が企画されており、2018年春までに製造・リリースされる予定であった。しかしフィッティパルディ・モータースが2019年3月に活動停止状態に陥り企画は実現せず、その影響か「グランツーリスモ7」には収録されていない。。

### マクラーレン アルティメット ビジョン グランツーリスモ
2017年9月20日に追加された、マクラーレンのVGT。グランツーリスモSPORTから収録される。2030年以降のスポーツカー像を提示しており、「パフォーマンス」「ウルテリア」「ノワール」という3種のリバリーが存在する。
パワートレインはマクラーレン製の4L・V8ツインターボエンジンをミッドシップに搭載。前輪を覆う「ポッド」内には高出力の電気モーターを格納しており、両者を合わせたシステム出力は1150 PSに達する。
2023年に発表されたサーキット走行専用モデルマクラーレン・ソーラスGTは本車をベースに開発されており、VGTが市販化された初のケースとなった。

### ダイハツ コペン RJ ビジョン グランツーリスモ
2017年10月9日から10月14日に実施されたグランツーリスモSPORTのオープンベータテストで判明した、ダイハツのVGT。2014年6月に発売された2代目「コペン」のレーシングカー仕様であり、VGTとしては唯一実車をベースに開発された車両である。
RJは「レーシング・ジャケット」の略を意味し、レースでの勝利を見据えて大幅に改良されたボディワークが外観上の特徴となっている。武士の鎧をモチーフとしたエクステリアは、大型のフロントアンダースポイラーとリアウィング、リアディフューザーが装着され、オーバーフェンダーによって全幅も拡大されている。
エンジン排気量は軽自動車規格の660 ccに収められているが、過給効率を極限まで高めることで149 PS / 20.6 kgfmというスペックを発生する。車重は600 kg。
なお、ダイハツの公式発表および『グランツーリスモSPORT』内でこの車両に関する情報は記載されていなかったが、『グランツーリスモ7』で詳細な情報が記載され、グランツーリスモ公式サイトでも詳細を確認できる。

### プジョー L500R ハイブリッド ビジョン グランツーリスモ 2017
2017年10月9日から10月14日に実施されたグランツーリスモSPORTのオープンベータテストで判明した、プジョーの2台目のVGT。車自体は2016年にインディアナポリス500マイルでの初勝利から100周年を記念するモデルとして発表している。
スタイリングはシングルシーターのコンセプトカーで、インスピレーションは1916年のレースで初めて勝利したL45レーサーが元となっている。低いプロポーションでキャビンも最小限にまで抑えられ、車高はわずか1 mしか無い。3008に似た鋭いヘッドランプや3本の爪型テールランプなど、現代のプジョー車と共通する要素も盛り込まれている。
パワートレインは4気筒ターボエンジンに二つの電気モーターを組み合わせたハイブリッドで、最高出力500 PS、最大トルクは34.6 kgfmに達する。

### プジョー L750R ハイブリッド ビジョン グランツーリスモ 2017
FIA-グループLMP1相当のゲーム内カテゴリである「Gr.1」に合わせて調整された、「プジョー L500R ハイブリッド VGT」のバリエーション。
こちらは大型アンダースポイラーと大型リアウィングを装着し、エンジンのレブリミットを10,000回転まで高めたことで最高出力を580 PSまで強化。170 PSを生み出す電気モーターと組み合わせることによって、車名の由来となったトータル750 PSを発生させている。

### イソリヴォルタ ザガート ビジョン グランツーリスモ
2017年10月25日の第45回東京モーターショーで公開された、ザガートのVGT。2017年11月27日のグランツーリスモSPORTのアップデートより収録された。
1960年代から70年代にかけて生産されたイソ・リヴォルタにインスピレーションを受けて生み出されたFRスポーツカー。パワートレインはキャラウェイ製の4.5リッターV8ユニットを想定しており、最高出力567 PS、最大トルク59.1 kgfmという優れたパフォーマンスを発揮する。

### ホンダ スポーツ ビジョン グランツーリスモ
2017年10月9日から10月14日に実施されたグランツーリスモSPORTのオープンベータテストで判明したホンダのVGT。「面白いからやる」というホンダの企業風土が生み出した本格的なスポーツモデル。開発にあたって、グローバルにデザインコンペティションを開催し、アメリカ・LAのチームが採用された。その後のデザインの熟成作業には日米のデザイナーが参画し、それぞれの強みを生かしながら開発が進行。クォーターモデルはアメリカ、モデリングデータの作成とハードの設定は日本といった、各地域の人々が密接に繋がり、多くのデザイナーが楽しみながらこのプロジェクトに参加した。 
2015年6月にホンダが米国特許庁に提出したレンダリング、同年7月に欧州連合知的財産局へ出願して登録されたインテリアの画像が公開されたことで話題になり、メディアからは商標登録名「ZSX」「ベビーNSX」とも呼ばれていた。

### アウディ e-tron ビジョン グランツーリスモ
2018年4月9日に公開された、アウディのVGT。ドイツ・インゴルシュタットの同社施設「アウディ・ドライビング・エクスペリエンス・センター」にてイベントが開催され、2018年4月9日のグランツーリスモSPORTのアップデートで収録された。
本車は電気自動車であり、272 PSを発生するモーターをフロントに1基、リアに2基搭載して、計3基のモーターから815 PSのパワーを発生する。ボディスタイルは2ドアクーペで、アウディ 90 クワトロ IMSA GTOへのオマージュが随所に組み込まれている。
なお、本車はVGTとしては初めて実車モデルが制作され、2018年4月13日から14日に行われたフォーミュラE選手権のローマGPにおいてレースタクシーとして使用され、以降も複数のイベントでデモランを行っている。

### ランボルギーニ ランボ V12 ビジョン グランツーリスモ
2019年11月25日に公開された、ランボルギーニのVGT。モナコで開催された「FIA グランツーリスモチャンピオンシップ」で発表され、当初は2020年春に行われる『グランツーリスモSPORT』のアップデートで収録予定とアナウンスされていたが、新型コロナウイルス感染拡大の影響で収録が遅れ、実際には2022年3月4日に発売された『グランツーリスモ7』より収録された。
「バーチャル専用のレーシングカー」という当初からの一貫したアイディアを実現するため、シングルシーターレイアウトを採用。ランボルギーニ・シアン FKP 37と同じV12ハイブリッドエンジンを搭載し、830.4 PSを発生する。

### ジャガー ビジョン グランツーリスモ Coupé
2019年10月25日に第46回東京モーターショーで初めて公開された、ジャガーのVGT。10月27日に同モーターショーのサテライトイベントとして開催されたFIAグランツーリスモ チャンピオンシップ2019第5戦・東京大会ネイションズカップ準決勝第1レースにて先行使用された後、11月28日のグランツーリスモSPORTのアップデートより正式収録された。
ボディスタイルは2ドアクーペ。パワートレインは電気モーターで、4輪を駆動するEVであり、その最高出力は1019 PS。動力源となるリチウムイオンバッテリーパックはコクピット周りに配置され、低重心と良好な重量配分を実現している。また、コクピットのデザインはジャガー・Cタイプ等、歴代のレーシングカーからインスピレーションを受けている。

### ジャガー ビジョン グランツーリスモ SV

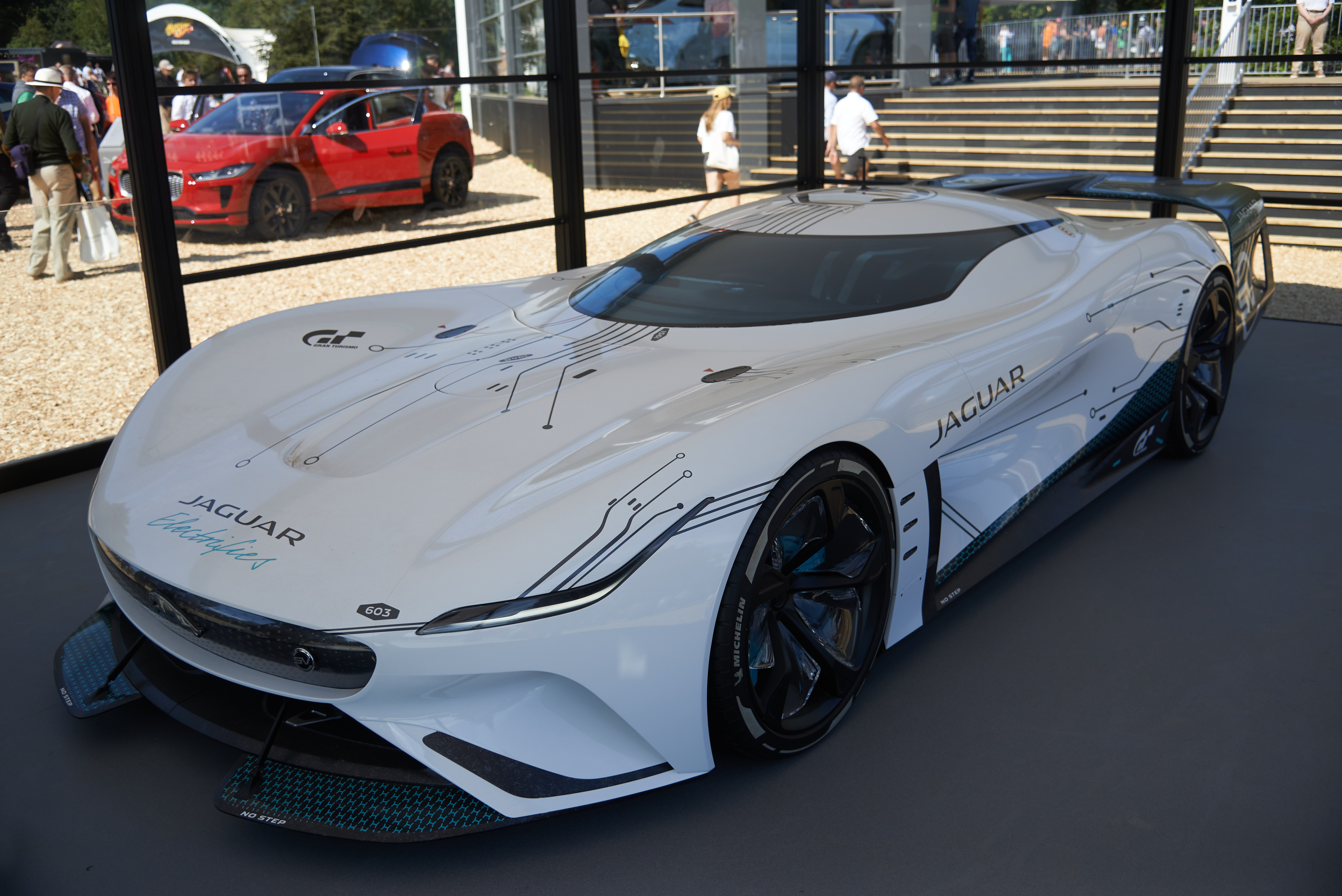
ジャガー ビジョン グランツーリスモ SV

2020年12月16日に公開された、「ジャガー VGT」のEVレーシングカー仕様。前年に発表された「ジャガー VGT Coupé」をベースとし、24時間耐久レースでの成功を目標として開発が行われたという。
パワートレインのモーターには、ジャガーがフォーミュラEから得たノウハウがフィードバックされており、「ジャガー VGT Coupé」の3モーターに対し4モーターへアップ、出力も1019 PSから1900 PSへと大幅に向上、液体窒素によるリチウムイオンバッテリーの冷却システムも搭載されている。ボディ各所には電子機器の基盤を模したペイントグラフィックがあしらわれた他、大型フロントスプリッターと可変リアウイングを追加されている。これらのモディファイにより、最高速度は400 km/h超をマークする。

### ポルシェ ビジョン グランツーリスモ

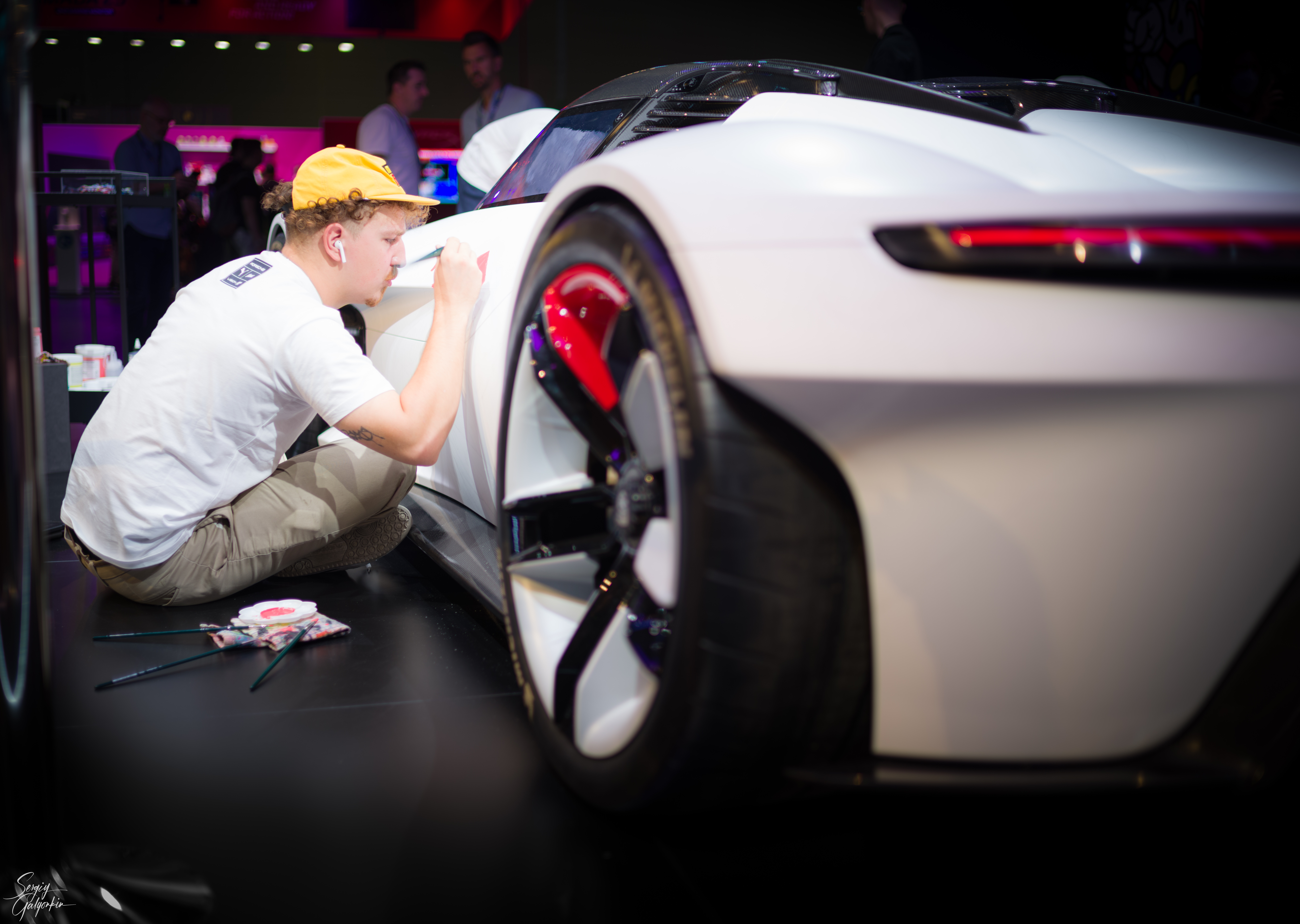
Gamescom 2022に展示されたポルシェVGT

ポルシェが手掛けるVGT。当初は2020年中の公開、同年末までに『グランツーリスモSPORT』への収録を予定しているとアナウンスされていたが、最終的に2021年12月5日のFIA グランツーリスモチャンピオンシップ ワールドファイナル ネイションズカップ決勝の放送内にて公開、『グランツーリスモ7』での収録が発表され、2022年3月4日の発売と同時に収録された。
『グランツーリスモ7』ではビジョン グランツーリスモとしては初めてタイトルカーを務め、マツダ RX-VISION GT3 CONCEPTと共にパッケージに描かれた。
2シータースポーツEV。パワーユニットは919やタイカンに連なる前後に1基ずつモーターを搭載したデュアルエレクトリックエンジン方式を採用し、1,114 PSのシステム出力と111 kgfmの最高トルクを発揮する。また独創的なアクティブエアロシステムが前後に搭載されている。

### ジャガー ビジョン グランツーリスモ Roadster
『グランツーリスモ7』の発売と共に判明した、「ジャガー VGT Coupé」のロードスター仕様。
ジャガー・Dタイプからインスピレーションを受けて、「ジャガー VGT Coupé」をリファインしたモデル。車体各所にDタイプのデザインを反映させている他、後部にはDタイプのシャークフィンを現代的に解釈したアクティブエアロを搭載している。このシャークフィンは最新の流体力学によって空力的に最適化されており、高速走行時に自動で展開、最小限の抵抗でスタビリティを得るという。

### スズキ ビジョン グランツーリスモ
2022年5月26日に配信されたグランツーリスモ7の1.15アップデートで発表・追加された、スズキのVGT。スズキが2001年に発表したコンセプトカーの「GSX-R/4」を、最新の電動化技術や軽量化技術を用いて蘇らせたマシンとされている。
GSX-R/4と同様の2シーターのオープンボディを採用し、スズキの軽量化技術によって車重は970 kgとコンパクトに収められている。
パワートレインは、スズキのフラッグシップスポーツバイクである「HAYABUSA」の1,340 cc直列4気筒エンジンをフロントミッドシップに搭載して後輪を駆動し、フロント駆動用に2つのモーター、リア駆動用に1つのモーターを組み合わせたAWDレイアウトとなっている。システム全体でのスペックは最高出力432 PS/9,700 rpm、最大トルク62.1 kgfm/3,000 rpmを発生する。

### フェラーリ ビジョン グランツーリスモ

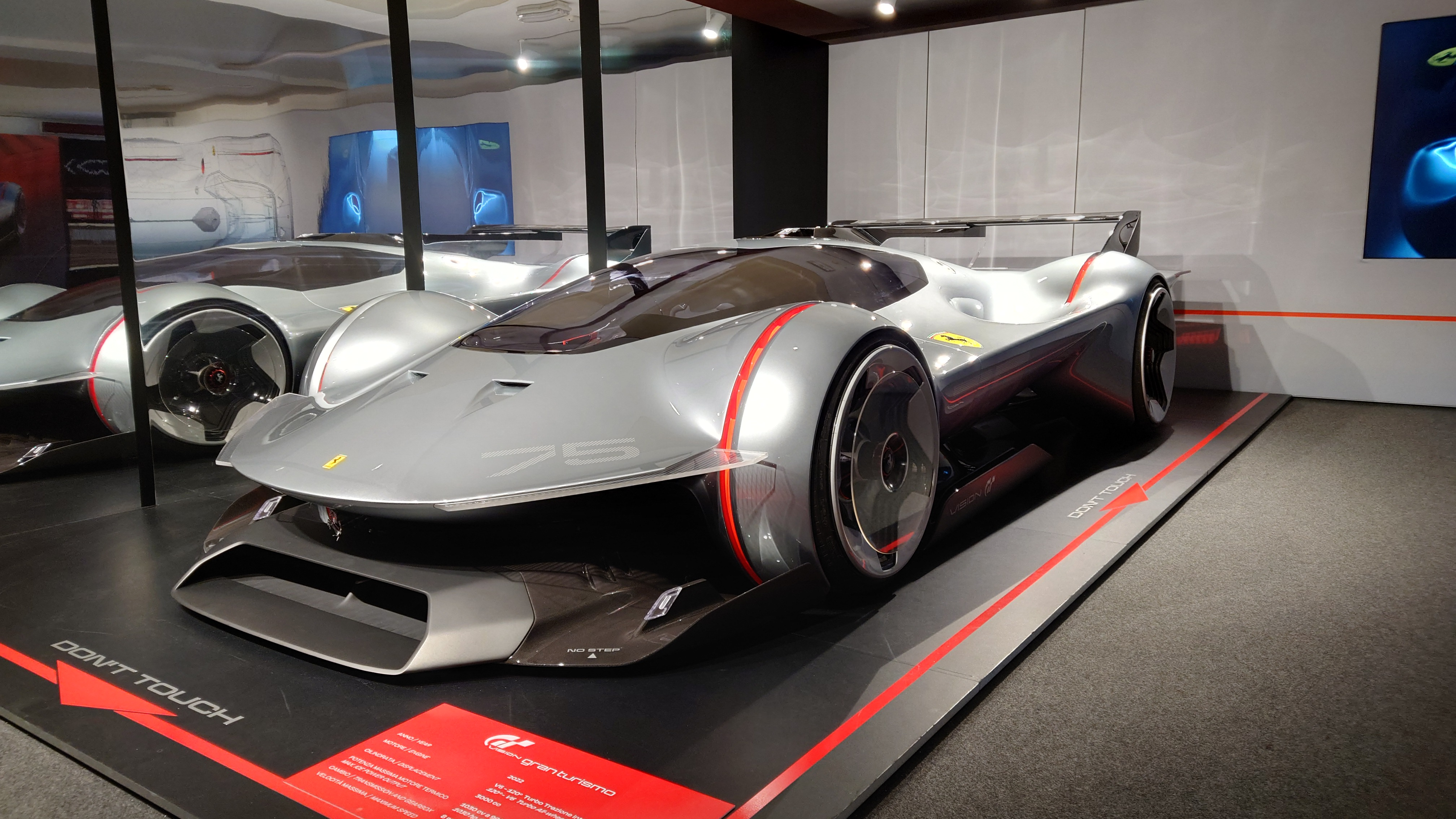
フェラーリ ビジョン グランツーリスモ

2022年11月27日にモナコで開催されたグランツーリスモ ワールドシリーズ 2022 ネイションズカップ グランドファイナルで発表され、2022年12月15日のグランツーリスモ7の1.27アップデートで収録された、フェラーリのVGT。

シングルシーターのコンセプトカーで、デザインは330 P3や512Sなどの1960年代から70年代に活躍したスポーツプロトタイプにインスピレーションを受けた。パワートレインは3.0LのV6ターボで、1,030 PS/9,000 rpmの最高出力を発生する。このエンジンはWEC参戦のために開発された499Pと共通である。加えてリヤに1基とフロントの左右に1基ずつ、合計3機のモーターが搭載され、合計で326 PSの出力を発生する。

### イタルデザイン エグゼネオ ビジョン グランツーリスモ
2023年2月21日に配信されたグランツーリスモ7の1.29アップデートで発表・追加された、イタルデザインのVGT。

2013年にイタルデザインが発表したコンセプトカー「パルクール・エクストリーム」が源流となっている。パルクールはミッドシップにエンジンを搭載する4WDスポーツカーで、オンロード・オフロードどちらの路面にも対応できる4つのドライブモード（トラック、スノー、オフロード、アーバン）を備えていた。エグゼネオも同様にオンロード・オフロードどちらの路面にも対応できる万能性を備えており、ゲーム内では通常の「ストリートモード」と、車高を上げてボリュームアップしたタイヤを装着した「オフロードモード」の2種類のスタイルがラインナップされる。

エクステリアは「クリスタルの球体に囲まれたドライバー」をイメージしたデザインとなっている。車名の「エグゼネオ」はラテン語の「エグゼニアム（＝ゲストへのプレゼント）」を意味しており、これはカーボンとアルミで包まれたボディを「ラッピングされたギフト」に見立てたことに由来する。

パワートレインはミッドシップにマウントされたV10エンジンと2基のモータで、またKERSも搭載される。システム全体の出力は1,237.3 PSに達し、0-100 km/h加速は2.5秒、最高速度は380 km/hに到達する。ギアボックスは7速。路面状況を分析して最適な安定性と乗り心地を確保するためのインテリジェントサスペンションが搭載される。

### ジェネシス X グラン ベルリネッタ ビジョン グランツーリスモ Concept
2023年12月3日に開催されたグランツーリスモ ワールドシリーズ マニュファクチャラーカップ ワールドファイナル 2023にて発表された、現代自動車の高級ブランドジェネシスが手掛ける、VGT企画10周年記念車両。
正式発表に先がけてジェネシスによる情報公開が行われており、2021年8月6日～2021年8月15日にカリフォルニア州モントレーで開催されたMonterey Car Week 2021のキャンペーンの一環として行われたGenesisAtMontereyでは、VGTのひな型となる「GR1 Alpha_DB」「GR1 Bravo_GB」「GR1 Charlie_ET」とそれぞれ題された3種類のコンセプトデザインを公開しており、参加者は展示されていたクレイモデルの車両をARカメラで撮影することによってどんな車両かを見ることが出来た。。
韓国の活火山やマグマをモチーフにジェネシスUSAでデザインされ、随所に60〜70年代のレーシングカーやスポーツカーのオマージュを入れた車両となっている。これに合わせて新色「マグマオレンジ」も発表され、後にこの色はジェネシスのスポーツブランド「マグマ」のアイコンカラーとなっている。
V6エンジンとジェネシス E-SCテクノロジーによるハイブリッドユニットを搭載し、1,086 PSのパワーと136.3 kgfmのトルクを発生する。
内装デザインはジェネシスの哲学「余白の美学」を発展させたもので、デジタルパノラミックインターフェースを採用している。
ワールドプレミアの際、敢えて市販モデルやジェネシスで発表しているコンセプトモデルと同様の規制を設けていることも付与され、技術的には公表通りのスペックの実車を製作可能なことも合わせて発表した。発表前日に実写模型を見た山内一典から「ぜひプロダクションモデルも作ってくれ」と言われた。

### ブルガリ アルミニウム ビジョン グランツーリスモ
2023年12月4日に開催されたグランツーリスモ ワールドシリーズ ネイションズカップ ワールドファイナル 2023にて発表された、香水・時計・宝飾品等を扱う高級宝飾品ブランド、ブルガリ初のコンセプトカー。VGT企画10周年記念車両。
1988年に発売されて以降、様々なスポーツ選手やスポーツに携わる人々に愛用された同ブランドの「アルミニウム」ブランドから登場。
デザインはブルガリのプロダクト クリエーション エグゼクティブ ディレクター、ファブリツィオ・ボナマッサ・スティリアーニと元ピニンファリーナのファビオ・フィリッピーニが担当。1960年代〜70年代のコンセプトカーやプロトタイプレーシングカーから影響を受けており、アストンマーティン・ブルドッグのような格納式ヘッドライトを有する。
インテリアにはブルガリ・アルミニウムのクロノグラフウォッチを模したメーターを装備している。
このメーターと同じデザインのブルガリ・アルミニウムが「ビジョン・グランツーリスモ10thアニバーサリーモデル」として、日本時間2023年12月4日午前0時〜12月5日午前0時までの24時間限定、世界累計1700本の受注販売が行われた。
また、同日のネイションズカップ予選にはゲーム実装前の同車を使ったタイムアタックを行い、ランキング1位のホセ・セラーノには先の時計が副賞として授与された。

### シュコダ ビジョン グランツーリスモ
2024年4月24日に発表され、グランツーリスモ7の1.46アップデートで追加されたシュコダ・オートのVGT。

### ジェネシス X グラン レーサー ビジョン グランツーリスモ Concept

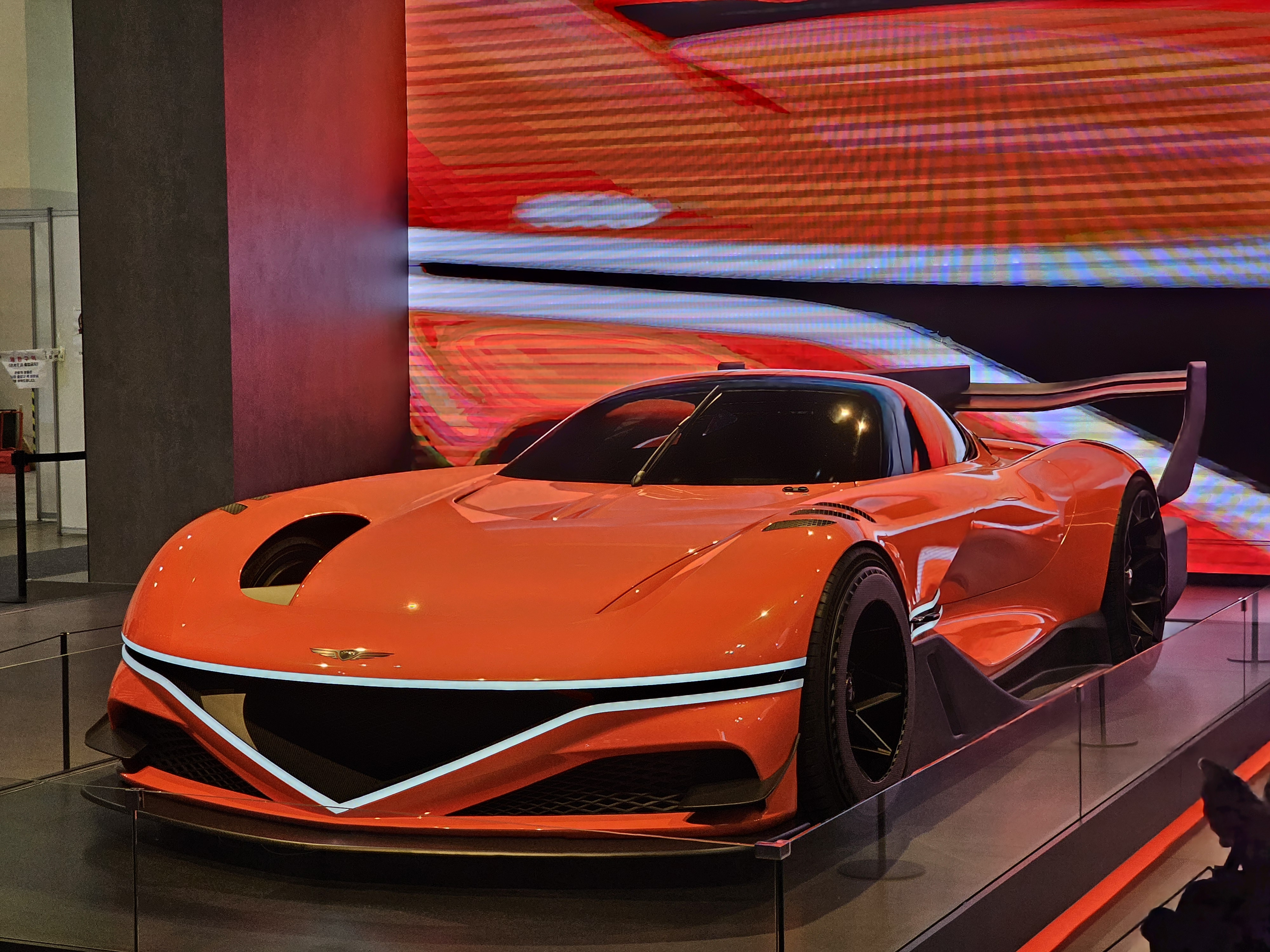
ジェネシス X グラン レーサー ビジョン グランツーリスモ Concept

2024年6月28日開催の釜山モーターショーで発表された、「ジェネシス X グラン ベルリネッタ VGT Concept」のレーシングカー仕様。グランツーリスモ7の1.46アップデートで追加され、ジェネシスとしては2台目、ヒュンダイ全体としては3台目のVGTとなる。

## バリエーション
こちらでは公式サイトに記載されていない派生車両をメーカーABC順に記載する。

### アルピーヌ ビジョン グランツーリスモ 2017
FIA-グループLMP1相当のゲーム内カテゴリである「Gr.1」に合わせて調整された「アルピーヌ VGT」のバリエーション。耐久レースを戦うGr.1マシンとしてのモディファイが施され、オープンだったコックピットがキャノピーで覆ったクローズドタイプとなり、フロントスポイラーやサイドインテーク、大型のリアウイングが装着されているが、その形状は同じレース仕様である「アルピーヌ VGT Race Mode」とは異なる。また、LMP1のレギュレーションに合わせてアクティブブレーキは廃されている。エンジンは603 PSの4.2 L V型8気筒に置き換えられ、レイアウトもリアエンジンに変更されている。

### アウディ ビジョン グランツーリスモ
「アウディ e-tron ビジョン グランツーリスモ」と同時収録された派生車両。こちらはミッドシップ四輪駆動であり、3.4 LのV型6気筒ターボエンジンをリアミッドシップに搭載し、前輪にモーター/ジェネレーターユニットを組み合わせ、トータルで1292 PSのパワーを発生する。「e-tron VGT」とは主にフロントグリルとホイール、ランプ類が異なる。

### ブガッティ ビジョン グランツーリスモ (Gr.1)
「ブガッティ VGT」にFIA-グループLMP1準拠の性能調整を施した派生車両。馬力は650 PSと大幅に低下しているものの、逆に車重は950 Kgと大幅に軽量化、アクティブリアウィングもLMP1のレギュレーションに合わせて作動しなくなっており、耐久レースに特化した仕様となっている。なお、元々本車は純レーシングカーとしてデザインされているため、サンシェード以外に外観上の変化はない。

### ヒョンデ N 2025 ビジョン グランツーリスモ (Gr.1)
「ヒョンデ N 2025 VGT」にFIA-グループLMP1準拠の性能調整を施した派生車両。こちらは649 PSを発揮する自然吸気エンジンに変更されており、6速シーケンシャルトランスミッションを搭載する。駆動型式もミッドシップ4WDに変更され、また上記の「ブガッティ VGT」と同じくアクティブエアロは作動しなくなっている。

### マツダ LM55 ビジョン グランツーリスモ (Gr.1)
「マツダ LM55 VGT」にFIA-グループLMP1準拠の性能調整を施した派生車両。本車は元よりLMP1相当の車両として開発されているため、ベース車両との外観的差異は一切存在せず、馬力・トルク・車重に僅かな調整が施された程度である。

### マクラーレン アルティメット ビジョン グランツーリスモ (Gr.1)
「マクラーレン アルティメット VGT」にFIA-グループLMP1準拠の性能調整を施した派生車両。こちらも上記3台と同じく、馬力・トルク・車重に僅かな調整が施された程度であり、ベース車両との外観的差異はカラーバリエーション以外に存在しない。

### メルセデス・ベンツ AMG ビジョン グランツーリスモ LH エディション
2019年11月の『グランツーリスモSPORT』のアップデートで、有料DLC『ルイス・ハミルトン タイムトライアル チャレンジ』が追加され、そのオールダイヤモンドタイムを達成したプレイヤーに贈られる「メルセデス・ベンツ AMG VGT レーシングシリーズ」のルイス・ハミルトン仕様。
カタログスペックは「レーシングシリーズ」と変わらないが、フロントスポイラー・スワンネックウイング・カスタムホイール等の変更が加えられ、ボディサイドにはルイス・ハミルトンのF1マシンのシグネチャーナンバーと同じ#44が刻印された特別仕様車となっている。同DLCの難易度が非常に高いため、入手は困難を極める。

### プジョー ビジョン グランツーリスモ (Gr.3)
FIA-グループGT3相当のゲーム内カテゴリである「Gr.3」に合わせて調整された「プジョー VGT」のバリエーション。
元々プジョー VGTはボディ全体でダウンフォースを発生させるデザイン・設計のため、Gr.3へのモディファイは必要最小限に留められている。フロントはスポイラーの形状を変更し、リアにはディフューザーを装着、またレーシングカーらしく前後に牽引フックが装着された。グループGT3はアクティブエアロが禁止されているため、代わりに大型のリアウイングが備え付けられている。

### ポルシェ ビジョン グランツーリスモ Spyder
2022年9月29日のアップデートにて追加された「ポルシェ VGT」のバリエーション。「Spyder」の名の通りロードスタースタイルとなっており、ルーフは撤去され、助手席はカバーで覆われてシングルシーターとなっている。なお、カタログスペックはベース車両と変わりない。

### SRT トマホーク ビジョン グランツーリスモ (Gr.1)
FIA-グループLMP1相当のゲーム内カテゴリである「Gr.1」に合わせて調整された「トマホーク VGT」のバリエーション。
ベースとなった車両は、トマホークのレース仕様である「トマホーク GTS-R VGT」。空力ユニットやアクティブエアロは撤去され、代わりに固定式ウイングやフロントカナード、シャークフィン等を装着。エンジン出力や車重にもデチューンが施され、外観・性能ともにクローズドLMP1に限りなく近いものとなっている。

### スズキ ビジョン グランツーリスモ (Gr.3)
FIA-グループGT3相当のゲーム内カテゴリである「Gr.3」に合わせて調整された「スズキ VGT」のバリエーション。2022年6月23日のアップデートにて追加された。
駆動用モーターを廃し後輪駆動化、HAYABUSAの直列4気筒を2基搭載するツインエンジン方式を採用、586 PSもの大出力を10000rpmという超高回転で絞り出す。エクステリアはロードスタースタイルはそのままに、前後ディフューザー・エアダクト・リアウイング・フロントスポイラー等が追加され、強力なダウンフォースを得られるよう大規模なモディファイが施されている。

### トヨタ FT-1 ビジョン グランツーリスモ (Gr.3)
FIA-グループGT3相当のゲーム内カテゴリである「Gr.3」に合わせて調整された「トヨタ FT-1 VGT」のバリエーション。元々本車は純レーシングカーとしてデザインされているため、追加パーツの装着等はされていないが、GT3のレギュレーションの関係上HYシステムはオミットされ、エンジン単体の出力である552 PSに調整されている。また、現在のトヨタのワークスカラーであるGAZOO Racingのリバリーが施されている。

### フォルクスワーゲン GTI ロードスター ビジョン グランツーリスモ (Gr.3)
FIA-グループGT3相当のゲーム内カテゴリである「Gr.3」に合わせて調整された「フォルクスワーゲン GTI ロードスター VGT」のバリエーション。
フロントスポイラーの変更、フロントカナードの装着、リアウイングの変更、牽引フックとボンネットピンの装着等、その変更点は多岐に渡る。更に、グループGT3のレギュレーションに合わせて四輪駆動システム「4MOTION」は取り除かれ、助手席は撤去されてシングルシーター化、エンジン位置を変更してミッドシップレイアウトとなり、ロールケージを装着して剛性を確保する等、非常に大規模なモディファイが施されている。